# 栩野幸知
栩野 幸知（とちの ゆきとも、1952年5月28日 - ）は、日本の俳優であり、劇用刺青師、ガンエフェクトコーディネーター。広島県呉市出身。

## 経歴
- 広島県立広島国泰寺高等学校卒業、千葉工業大学卒業。
- 大学在学中に映画『仁義なき戦い・頂上作戦』で俳優デビュー。
- 俳優活動中に大林宣彦との出逢いがきっかけとなり、俳優業と並行して映画スタッフとしての活動を始め、主にプロップガン製作や弾着効果、劇用刺青などに関わる。月日が経つにつれてそれらの高い技術が評判となり、俳優業以上に高く評価されることになった。
- 現在も俳優業を続けているが、俳優以上にガンエフェクトコーディネーター・劇用刺青師としての評価が高く、自身が俳優として出演している作品に関与することが頻繁にある。
- 『日本タレント名鑑』ではなぜかすっとんきょうな表情が顔写真で掲載されている。

## 出演

### 映画
- 仁義なき戦い 頂上作戦（1974年） - 江田組幹部 江田欣三(山守組江田組組長江田省一の弟)
- 四畳半芸者の枕紙（1977年、日活）- 主演・牛山充
- 野球狂の詩　（1977年、日活）- 閻魔大吉
- 狂った果実（1981年） - 村井和彦
- 首都消失（1987年）
- 異人たちとの夏（1988年） - 地下鉄公団職員
- ゼイラム（1991年） - 村田
- ゼイラム2（1994年）- 村田
- ガメラ2 レギオン襲来（1996年）- 電柱にしがみつく隊員
- タオの月（1997年）- トチノ
- ガメラ3 邪神覚醒（1999年）- ホームレス
- あずみ2 Death or Love（2005年）
- 日輪の遺産（2011年）　 - 陸軍将校
- THE NEXT GENERATION パトレイバー 第4章 エピソード6（2014年作品） - 10式戦車 車長[注釈 1]
- 向日葵の丘・1983年夏（2015年）
- ロリさつ（2017年） - 政治家のドン
- おかあさんの被爆ピアノ（2020年）- お好焼店主
- 釜石ラーメン物語（2023年）松岡和男 役（佐々由商店 店主）
- ハオト（2025年）[1]

### 演劇
- セチュアンの善人（俳優座劇場）- 水売りワン

### テレビドラマ
- 俺たちルーキーコップ 第6話「大変身」（1992年5月19日、TBS）
- 牙狼-GARO-（テレビ東京） - 警備員・栩野 / ボナファルツ人間態

## 参加作品

### スタッフ
- 唐版 滝の白糸（アシスタントプロデユーサー）
- たいこどんどん「東横劇場」（黒子）
- 夢の渡り鳥「紀伊國屋ホール」（カメラマン）
- 越前竹人形「東横劇場」
- TV 特捜ロボジャンパーソン（ガンエフェクト）
- 映画 人造人間ハカイダー（ガンエフェクト）
- 映画 ガメラ2 レギオン襲来（ガンエフェクト）
- 映画 ホワイトアウト（ガンエフェクト）雪山でのロケに対応して、電着発火+電動排夾のプロップマシンガンを作った。
- 映画 ミンボーの女（刺青）
- 映画 女帝（ガンエフェクト）
- オリジナルビデオ ケンカ包丁!! 義（刺青）
- オリジナルビデオ 喧嘩の極意 突破者番外地（ガンエフェクト）
- オリジナルビデオ 実録・山陽道やくざ戦争 手打ち破り（ガンエフェクト）
- オリジナルビデオ 実録・北陸やくざ戦争（ガンエフェクト）
- オリジナルビデオ 実録・大阪やくざ戦争 報復（ガンエフェクト）
- オリジナルビデオ 実録 みちのく抗争 死守りの盃（ガンエフェクト）
- オリジナルビデオ 実録・瀬戸内やくざ戦争 伊予路水滸伝（ガンエフェクト）
- オリジナルビデオ 実録・関東やくざ戦争 修羅の盃（ガンエフェクト）
- オリジナルビデオ 実録・関東やくざ戦争2 修羅の代紋（ガンエフェクト）
- 映画 日輪の遺産（ガンエフェクト）
- アニメ映画 この世界の片隅に（広島弁指導、声優としては、船頭・和尚・憲兵・闇米屋のばあさん・空襲警報の声・玉音放送の1人6役）